# Tado (Mie)
Pour l’article homonyme, voir Tado.
Tado (多度町, Tado-chō) est un bourg situé dans le district de Kuwana de la préfecture de Mie, au Japon.
En 2003, la population du bourg est estimée à 10 594 habitants pour une densité de 222,66 personnes par km². La superficie totale est de 47,58 km2.
Le 6 décembre 2004, Tado fusionne avec la ville de Nagashima (également du district de Kuwana) pour être intégré dans la ville étendue de Kuwana et n'existe donc plus en tant que municipalité indépendante.
L'endroit est fameux pour le festival de Tado qui se déroule au Tado-taisha tous les ans.